# On Fire (chanson de The Roop)
Pour les articles homonymes, voir On Fire.
Chanson représentant la Lituanie au Concours Eurovision de la chanson 2020
Run with the Lions
(2019) Discoteque
(2021)
On Fire est une chanson du groupe lituanien The Roop qui devait représenter la Lituanie au Concours Eurovision de la chanson 2020, à Rotterdam aux Pays-Bas.

## À l’Eurovision
On Fire devait représenter la Lituanie au Concours Eurovision de la chanson 2020 après avoir remporté l'émission Pabandom Iš Naujo!, la sélection du pays, le 15 février 2020. La chanson aurait dû être interprétée en sixième position de l'ordre de passage de la première demi-finale du Concours, le 12 mai 2020. Cependant, le 18 mars 2020, l'UER annonce l'annulation du Concours en raison de la pandémie de Covid-19.

## Classements
| Classements (2020) | Meilleure position |
| ------------------ | ------------------ |
| Lituanie (AGATA)   | 1                  |